# Szybcy i wściekli 9
Szybcy i wściekli (ang. F9) – amerykański film akcji w reżyserii Justina Lina z 2021 roku. Scenariusz do filmu napisali Chris Morgan oraz Daniel Casey.
W głównych rolach występują Vin Diesel jako Dominic Toretto, Michelle Rodriguez jako Letty Ortiz, Tyrese Gibson jako Roman Pearce oraz Ludacris jako Tej Parker. W USA film miał premierę 25 czerwca 2021, choć w niektórych krajach pojawił się w kinach już 19 maja. Produkcja jest dziewiątą częścią cyklu filmów Szybcy i wściekli. W planach pozostają jeszcze dwa filmy.

## Fabuła
Po odzyskaniu syna z rąk Cipher, Dominic Toretto żyje szczęśliwie ze swoją rodziną – małym Brianem i Letty. Ta spokojna egzystencja szybko zostaje wywrócona do góry nogami gdy musi stawić czoła nowemu przeciwnikowi – Jakobowi, który jest jego młodszym bratem oraz przeszłością łączącą ich obu.

## Obsada
- Vin Diesel – jako Dominic Toretto
- Michelle Rodriguez – jako Letty Ortiz
- Tyrese Gibson – jako Roman Pearce
- Chris „Ludacris” Bridges – jako Tej Parker
- John Cena – jako Jakob Toretto
- Jordana Brewster – jako Mia Toretto
- Nathalie Emmanuel – jako Ramsey
- Sung Kang – jako Han Lue
- Helen Mirren – jako Magdalene Shaw
- Charlize Theron – jako Cipher
- Lucas Black – jako Sean Boswell[4]

## Zdjęcia
Główny okres zdjęciowy rozpoczął się 24 czerwca 2019 roku w Leavesden Studios w Hertfordshire w Anglii. Filmowanie odbyło się również w Los Angeles, Edynburgu i Londynie, a także w Tajlandii – w Krabi, Ko Pha-ngan oraz Phuket. Część filmu została również nakręcona w Tbilisi w Gruzji. We wrześniu 2020 Michelle Rodriguez potwierdziła, że akcja filmu będzie rozgrywała się również m.in. w kosmosie.

## Premiera
Oficjalny debiut filmu w USA miał miejsce 25 czerwca 2021 roku Początkowo jego premierę zaplanowano na 22 maja 2020, jednak z powodu wybuchu pandemii koronawirusa producent filmu, studio Universal Pictures, zdecydował się na przesunięcie jej w czasie o niespełna rok – według nowego terminu miał trafić do kin 2 kwietnia 2021. Na początku 2021 roku pojawił się kolejny komunikat o opóźnieniu premiery filmu o ponad miesiąc – jej nową datą był 28 maja 2021. W marcu 2021 ogłoszono, że premiera filmu odbędzie się dopiero miesiąc później – w czerwcu tego samego roku.